# Patricia Hanebeck
Patricia Hanebeck (* 26. Februar 1986 in Siegburg) ist eine deutsche Fußballspielerin.

## Werdegang

### Vereine
Hanebeck begann das Fußballspielen beim ASV Sankt Augustin und lief ab 2001 für den SC 07 Bad Neuenahr auf. Im Jahre 2003 wechselte Hanebeck zum FCR 2001 Duisburg. Mit Duisburg wurde sie vier Mal in Folge Vizemeister und stand 2007 im Finale des DFB-Pokals. Zur Saison 2008/2009 verließ sie Duisburg und wechselte zum Hamburger SV. Ein Jahr später folgte der Wechsel zum 1. FC Köln, der am 1. Juli 2009 den zuvor eigenständigen Frauenfußballverein FFC Brauweiler Pulheim aufnahm und in der 2. Bundesliga Süd spielte. Zur Saison 2011/12 wechselte sie zum Erstligisten 1. FFC Turbine Potsdam, mit dem sie auf Anhieb die deutsche Meisterschaft gewann. Am 16. April 2013 verkündete sie ihre Rückkehr zum SC 07 Bad Neuenahr. Nach dem insolvenzbedingten Rückzug von Bad Neuenahr wechselte Hanebeck schließlich zum SC Sand. Im März 2015 verkündete sie gemeinsam mit Mannschaftskameradin Allison Scurich ihren Wechsel mit Beginn der Saison 2015/2016 zum 1. FFC Turbine Potsdam. Nach nur einem Jahr wurde ihr Vertrag im beiderseitigen Einvernehmen aufgelöst. Am 29. Juni 2016 unterschrieb Hanebeck einen Zweijahresvertrag beim FF USV Jena. Ende Oktober 2016 löste sie ihren Vertrag in Jena nach nur einem Einsatz nach längerer Krankheitspause auf und verkündete das Ende ihrer sportlichen Karriere, um sich zukünftig auf ihre berufliche Perspektive in ihrer Heimat zu konzentrieren. Im Februar 2017 gab sie ihr Comeback beim TSV Crailsheim in der 2. Bundesliga Süd.
Im Januar 2019 wechselte Hanebeck zur SpVgg Gröningen-Satteldorf.
Im Juli 2018 erschien Hanebecks Sportbiografie Nachspielzeit – Jede Minute zählt, die sie gemeinsam mit der Autorin Leni Rempe schrieb.

### Nationalmannschaft
Mit der deutschen U-19-Nationalmannschaft gewann Hanebeck die Weltmeisterschaft in Thailand. Ein Jahr später erreichte sie mit ihrer Mannschaft das Halbfinale der U-19-Europameisterschaft.

## Erfolge
- 2004: U-19-Weltmeisterin
- 2004/2005 Fritz–Walter–Medaille in Silber als eine der besten Nachwuchs-Spielerinnen.
- Viermalige deutsche Vizemeisterin (2005, 2006, 2007, 2008)
- 2006/07, 2011/12 und 2012/13 Erreichen des Pokalfinales
- Champions League Teilnahme 2011/12 und 2012/13 und Erreichen des Halbfinales
- 2012: Deutsche Meisterin (Turbine Potsdam)
- 2014: Aufstieg in die Bundesliga (SC Sand)

## Privates
Hanebeck wuchs im Sankt Augustiner Stadtteil Mülldorf auf. Neben dem Fußball absolviert die gelernte Versicherungskauffrau eine Ausbildung zur Sportassistentin mit dem Schwerpunkt Ernährungsberatung und Rehabilitations -Training. Seit 2016 ist Hanebeck mit Ex-Bundesligaspielerin Ramona Treyer liiert. Seit Dezember 2020 ist Hanebeck Mutter eines Sohnes. Seit April 2022 sind die beiden Frauen verheiratet.